# 1825 au Canada
Pour un article plus général, voir Chronologie du Canada.
Cet article traite des événements qui se sont produits durant l'année 1825 au Canada.

## Événements

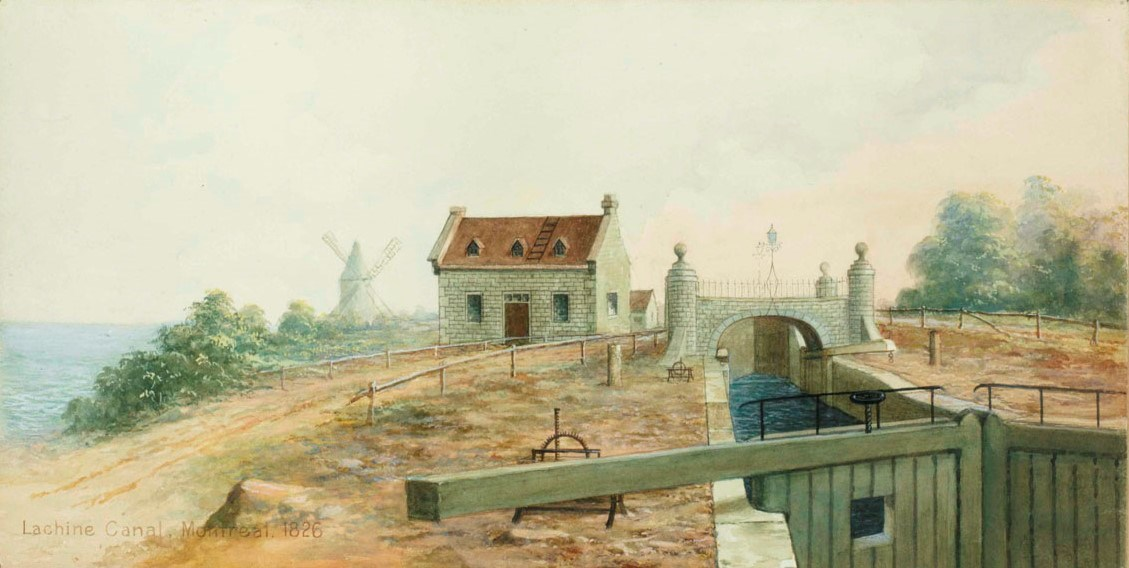
Canal Lachine près de Montreal

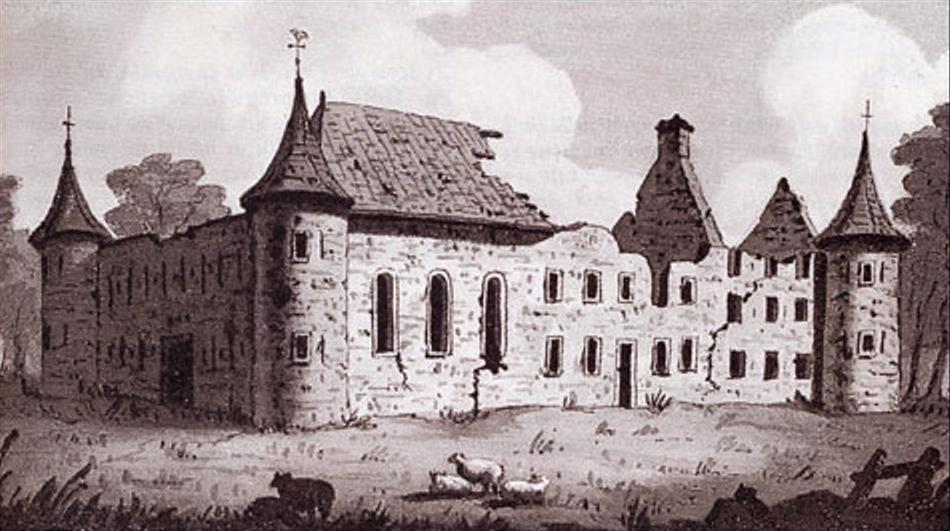
Ruine du Fort Longueuil en 1825

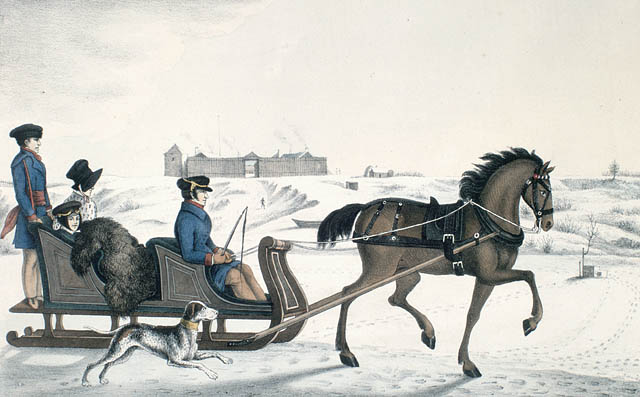
Le gouverneur de la colonie de la Rivière Rouge en carriole

- 8 janvier : début de la Douzième législature du Bas-Canada.
- 11 janvier : début du neuvième parlement du Haut-Canada (en).
- 14 janvier : Début de la Douzième assemblée générale de l'Île-du-Prince-Édouard (en).
- 28 février : Traité de Saint-Petersbourg (en) entre les russes et les britanniques qui établit les limites des revendications territoriales en Amérique du Nord. Les russes ne feront plus de traite de fourrure au sud du territoire de l'Alaska. La frontière est fixée au parallèle 54 degrés et 40 minutes.
- 27 juin : Reconnaissance de la Canada Company qui va s'occuper de colonisation dans le Haut-Canada. John Galt en est le principal administrateur.
- 7 octobre : incendie de Miramichi, (Nouveau-Brunswick), qui détruit le village de Newcastle et 15 000 km2 de forêt (environ 1/5ème de la province)
- Inauguration du Canal Lachine près de Montréal.
- Peter Robinson fait venir des immigrants irlandais à Peterborough dans le Haut-Canada.
- Recensement du Bas-Canada de 1825 [1].
- 12 décembre : Bernard-Claude Panet devient archevêque de Québec.
- Fondation du Séminaire de Sainte-Thérèse.

### Exploration de l'Arctique
- John Franklin atteint l'embouchure du Fleuve Mackenzie. Il remonte le fleuve et s'établit au Fort Franklin au Grand Lac de l'Ours. Il est supporté par Peter Warren Dease, un employé de la Compagnie de la Baie d'Hudson qui offre la logistique.
- William Edward Parry poursuit sa troisième expédition. Le navire HMS Fury commandé par Henry Parkyns Hoppner s'échoue à Île Somerset. L'équipage des deux navires retournent en Grande-Bretagne à Bord du HMS Hecla.

## Naissances
- 21 janvier : James MacPherson Le Moine, écrivain.
- 22 janvier : Pierre-Gabriel Huot, journaliste et homme politique.
- 24 février : Jean-Docile Brousseau, imprimeur et homme politique. († 28 juillet 1908)
- 11 mars : Joseph Doutre, journaliste.
- 24 mars : Joseph-Octave Beaubien, homme politique.
- 13 avril : Thomas D'Arcy McGee, homme politique.
- 23 avril : Antoine Chartier de Lotbinière Harwood, homme politique.
- 1 mai : Sixte Coupal dit la Reine, homme politique.
- 29 mai : William Henry Pope, homme politique et juge.
- 29 juillet : Thomas McGreevy, homme politique.
- 12 août : Louis-Charles Boucher de Niverville, homme politique.
- 13 août : Samuel Henry Strong, juge de la cour suprême.
- 20 août : Amor De Cosmos, premier ministre de la Colombie-Britannique.
- 29 septembre : Michael Patrick Ryan, homme politique.
- 28 novembre : Isaac Burpee, homme politique.
- 14 décembre : Joseph Papin, homme politique.
- Big Bear, chef cri.
- John William Hopkins, architecte.

## Décès

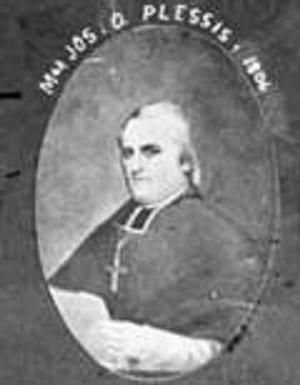
Joseph-Octave Plessis

- 19 mars : Jean-Baptiste Raymond, seigneur et homme politique.
- 7 juin : Claude-Nicolas-Guillaume de Lorimier, officier militaire et homme politique.
- 16 octobre : William McGillivray, commerçant de fourrure.
- 4 décembre : Joseph-Octave Plessis, archevêque de Québec.